# Jane Bonham Carter
Pour les articles homonymes, voir Bonham Carter.
Jane Bonham Carter, baronne Bonham-Carter de Yarnbury (née le 20 octobre 1957) est une femme politique libérale démocrate britannique et membre de la Chambre des lords. 

## Biographie
Son arrière-grand-père est Herbert Henry Asquith, l'ancien premier ministre, et ses grands-parents sont Maurice Bonham-Carter et Violet Bonham Carter. Son père, Mark Bonham Carter, est député libéral avant de devenir un pair à vie libéral démocrate. Sa tante Laura Bonham Carter épouse Jo Grimond, qui est chef du Parti libéral. Sa famille est le seul exemple à ce jour où trois générations ont reçu des pairies à vie depuis la loi de 1958 sur les pairs à vie. 
En 2008, elle est la compagne du baron Tim Razzall et déclare la relation dans le registre des intérêts de la Chambre des lords. 
Elle est cousine de l'actrice Helena Bonham Carter et de son collègue parlementaire LibDem Raymond Asquith, 3e comte d'Oxford et Asquith. 
Elle fait ses études à la St. Paul's Girls 'School, une école indépendante de Brook Green, Hammersmith, dans l'ouest de Londres, et à l'University College de Londres. 

## Carrière
Bonham-Carter travaille à la télévision avant d'être nommée pair, passant du temps à la fois à la BBC et à Channel 4, produisant des programmes tels que Panorama, Newsnight et A Week In Politics . 
En 1996, elle devient directrice de la communication des libéraux démocrates, un rôle qu'elle occupe pendant les élections de 1997 avant de reprendre une carrière à la télévision en tant que productrice indépendante chez Brook Lapping Productions, où elle produit un certain nombre de documentaires pour Channel 4, la BBC et ITV, notamment la série primée Maggie: la Première Dame. 
Le 23 juin 2004, elle est créée pair à vie avec le titre de baronne Bonham-Carter de Yarnbury, de Yarnbury dans le comté de Wiltshire, et est nommée porte-parole de LibDem pour la radiodiffusion et les arts. 
Elle est membre de divers comités spéciaux de la Chambre des lords, dont le BBC Charter Review mis en place en 2005 et le Comité des communications. 
Après la formation du gouvernement de coalition Con-LibDem en 2010, elle est élue commissaire adjointe des pairs libéraux démocrates et nommée coprésidente du comité libéral-démocrate pour la culture, les Jeux olympiques, les médias et le sport, qui comprend le rôle de porte-parole LibDem sur les questions relatives au DCMS à la Chambre des lords. 
Bonham-Carter est membre du comité consultatif du Think tank Center Forum depuis 2005 et du RAPT (Rehabilitation for Addicted Prisoners Trust) depuis 1999. Elle est membre du conseil d'administration de la Campagne nationale pour les arts de 2010 à 2012. 
Elle est vice-présidente du Debating group.     